# Pseuderythrolophus bipunctatus
Pseuderythrolophus bipunctatus är en fjärilsart som beskrevs av W. Warren 1899. Pseuderythrolophus bipunctatus ingår i släktet Pseuderythrolophus och familjen mätare. Inga underarter finns listade i Catalogue of Life.